# Paretz (Schiff)
Die Paretz ist ein Fahrgastschiff des Traditionsunternehmens Weiße Flotte Potsdam in der brandenburgischen Landeshauptstadt Potsdam.

## Geschichte
Das Schiff gehört zu einer Serie von fünf Fahrgastschiffen der Kosmos-Klasse, die 1964 bis 1965 beim VEB Yachtwerft Berlin gebaut wurden. Drei Schiffe der Serie erhielten ursprünglich Namen im Zusammenhang mit sowjetischer Weltraumtechnik, hier nach der Lunik-Mission, einer Serie von drei sowjetischen Mondsonden. Die offizielle Baubezeichnung für die Serie lautete Binnenfahrgastschiff 37,5 m / Typ Berlin – Projekt 2303. Das auf den Namen Lunik getaufte Schiff wurde 1964 mit der Baunummer 2303-4 an den VEB Kraftverkehr Wittenberg ausgeliefert und war vorwiegend im Raum Dessau auf der Elbe für das volkseigene Kraftverkehrsunternehmen im Einsatz. 1991 wurde es nach Potsdam verkauft und war seit dieser Zeit für die Weisse Flotte Potsdam auf den Havelgewässern im Raum Potsdam in Fahrt. Das Schiff steht seit Januar 2019 zum Verkauf und liegt an der Werft Bolle auf der Slipanlage (Oktober 2021) zur Erneuerung des Klasseattestes.
Die Paretz wurde durch den Neubau Schwielowsee ersetzt.

## Das Schiff
Mit einer Länge von knapp 36 Metern und einer Schiffsbreite von 6,11 Metern kann das Schiff nahezu alle auch kleineren Gewässer der Region wie den Griebnitzkanal befahren. Der geringe Tiefgang ermöglicht es, auch bei niedrigen Wasserständen die geplanten Routen einzuhalten. Zugelassen ist das Schiff für 250 Fahrgäste. Im Innenbereich gibt es Sitzplätze für 124 Personen. Im Außenbereich, auf dem Vordeck, auf dem Oberdeck und auf dem Achterdeck befinden sich etwa 130 Plätze. Angetrieben wird die Paretz von zwei Motoren SKL 6 NVD 21-2, die über Getriebe auf die Propeller wirken. Zur Stromversorgung an Bord stehen zwei Generatoren, angetrieben von je einem Dieselmotor der Baureihe HK 65 (Typbezeichnung NZD 9/12) des Diesel-Kraftmaschinenwerks Karl-Marx-Stadt, zur Verfügung.
Zur gastronomischen Versorgung der Fahrgäste steht eine Kombüse, ein Tresenbereich und ein Serviceteam, je nach Anzahl der Gäste und dem Fahrtgebiet angepasst, zur Fahrgastbetreuung zur Verfügung.
Den Namen Paretz erhielt das Schiff nach dem Ketziner Ortsteil Paretz mit dem Schloss Paretz.